# Olga Nikolaevna da Rússia
Olga Nikolaevna Romanova (em Russo Ольга Николаевна Романова - Ol'ga Nikolayevna Romanova) Nascida em Tsarskoye Selo, 15 de novembro de 1895 – Ecaterimburgo, 17 de julho de 1918) foi a filha mais velha do imperador Nicolau II da Rússia e sua esposa a imperatriz Alexandra Feodorovna.
Ela passou sua infância bem próxima de seus pais, irmãs e irmão. Seu futuro casamento foi assunto de grande especulação no Império Russo, com rumores de pretendentes incluindo o grão-duque Demétrio Pavlovich da Rússia, o príncipe Carlos da Romênia, Eduardo, Príncipe de Gales, e Alexandre, Príncipe Herdeiro da Sérvia. A própria Olga desejava se casar com um russo e dessa forma permanecer em seu país. Ela cuidou de soldados feridos em um hospital militar durante a Primeira Guerra Mundial até não aguentar mais a pressão, subsequentemente cuidando de atividades administrativas do hospital.
Com a Revolução Russa, seu pai abdicou, ela e sua família foram mantidos em cativeiro, até que em Ecaterimburgo, foram assassinados e enterrados em uma vala nas florestas próximas. Pelas décadas seguintes, várias pessoas afirmaram ser membros sobreviventes da família imperial, incluindo Marga Boodts que dizia ser Olga. Seus restos e os de sua família foram encontrados em 1991 e posteriormente identificados através de exames de DNA, sendo enterrados em 1998 na Catedral de São Pedro e São Paulo.

## Início de vida

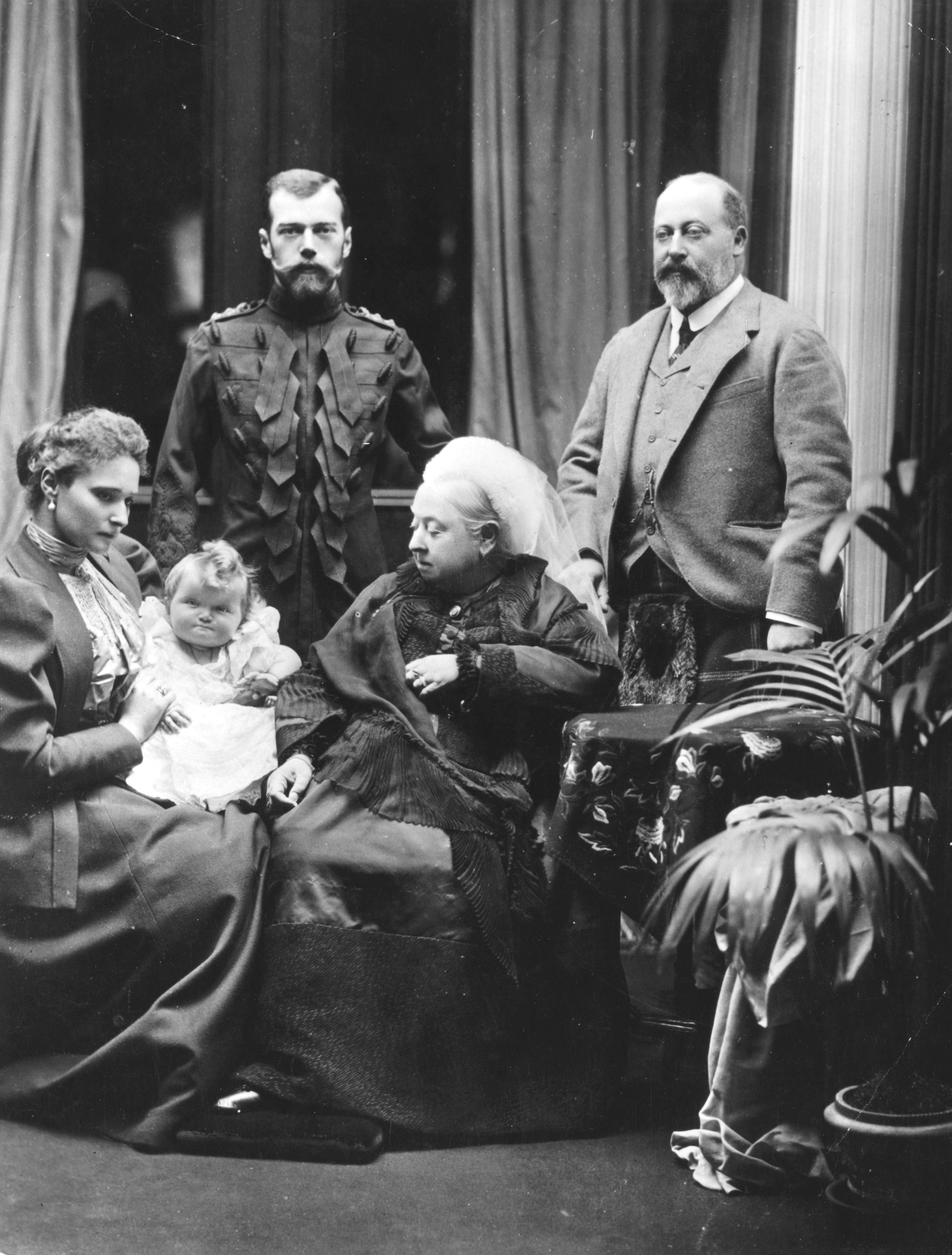
Da esquerda para a direita (sentadas): imperatriz Alexandra Feodorovna da Rússia, grã-duquesa Olga Nikolaevna da Rússia, rainha Vitória do Reino Unido. Em pé: imperador Nicolau II da Rússia e o príncipe de Gales (futuro rei Eduardo VII do Reino Unido. Foto tirada em setembro de 1896 em Balmoral. Olga foi a única bisneta russa a conhecer sua bisavó Vitória pessoalmente.

Olga Nikolaevna nasceu no dia 15 de novembro de 1895 no Palácio de Alexandre, Tsarskoye Selo, Império Russo. Era a filha mais velha do imperador Nicolau II da Rússia e sua esposa a imperatriz Alexandra Feodorovna, nascida como princesa Alice de Hesse e Reno, e dessa forma recebeu o título de Grã-Duquesa da Rússia. Ela viria a ter três irmãs mais novas – as grã-duquesas Tatiana, Maria e Anastásia – e um irmão mais novo – Alexei, Czarevich da Rússia. Sua família e amigos geralmente a chamavam de Olga Nikolaevna ou pelos apelidos "Olishka", "Olenka" e "Olya". Dentre seus padrinhos estava sua bisavó a rainha Vitória do Reino Unido. Olga era mais próxima de Tatiana, com quem compartilhava um quarto e muitas vezes se vestiam iguais, ficando conhecidas como "O Grande Par".
Olga era conhecida por seu coração benevolente e vontade de ajudar os outros desde seus primeiros anos, porém também por seu temperamento, honestidade direta e mau humor. Certa vez quando criança ela perdeu a paciência enquanto sentava-se para um pintor, dizendo "Você é um homem muito feio e não gosto de você nem um pouco!" Os filhos de Nicolau foram criados da maneira mais simples possível, dormindo em berços rígidos de acampamento a menos que estivessem doentes, tomando banhos frios todas as manhãs. Os criados chamavam Olga e seus irmãos por seus primeiros nomes ou patronímicos em vez de seus títulos imperiais. Seus tutores e governantas perceberam que a grã-duquesa tinha impulsos autocráticos; certa vez ao visitar um museu onde carruagens estavam sendo exibidas, Olga ordenou que um dos criados preparasse a maior e mais bonita carruagem para que ela pudesse passear. Seus pedidos não foram realizados, muito para o alívio de sua governanta irlandesa Margaretta Eagar.

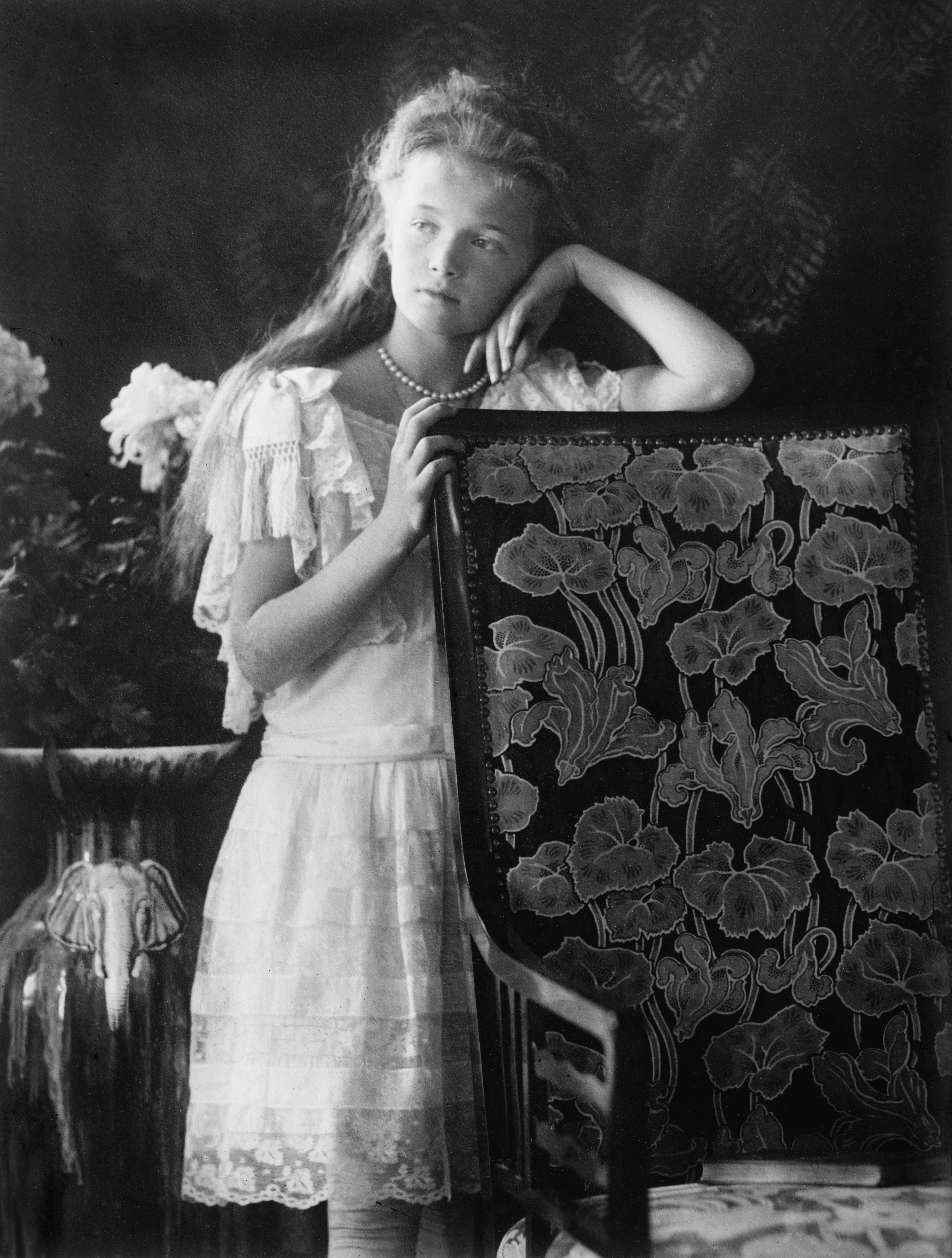
Olga em 1906

Ela gostava de ler e, diferentemente de suas irmãs, também gostava de ir para a escola. "A mais velha, Olga Nicolaevna [sic], possuía um cérebro extraordinariamente rápido", escreveu seu tutor suíço Pierre Gilliard, "Ela tinha um grande poder de racionalização, bem como de iniciativa, tinha uma atitude muito independente e um dom para responder rapidamente". Olga gostava de ler sobre política e também jornais, supostamente escolhendo suas leituras a partir da coleção de livros de sua mãe. Quando certa vez ela foi surpreendida pegando um livro antes de Alexandra tê-lo lido, Olga respondeu brincando que a imperatriz deveria esperar até que a grã-duquesa tivesse determinado se o livro era apropriado ou não para leitura.
Apesar de toda sua inteligência, Eagar afirmou que Olga tinha pouca experiência de mundo por ter vivido praticamente reclusa. Ela e as irmãs não compreendiam o conceito de dinheiro, pois nunca tiveram a oportunidade de fazer compras em lojas ou ver propriamente dinheiro sendo trocado de mãos. Certa vez a grã-duquesa achou que um chapeleiro que fora ao palácio lhe tinha dado um novo chapéu como presente. Olga uma vez ficou assustada ao ver um policial prender uma pessoa na rua, achando que ela seria presa por ter se comportado mau com Eagar. Ela chegou a afirmar, durante uma aula de história, que estava feliz de viver na época contemporânea, já que, segundo a própria, as pessoas eram boas e não más como antigamente.
Olga aprendeu sobre a morte em primeira mão quando sua prima, a princesa Isabel de Hesse e Reno, morreu de febre tifoide enquanto visitava a família imperial russa em sua residência polonesa. "As crianças falaram muito sobre a prima Ella [Isabel] e como Deus havia levado seu espírito, e elas entenderam que mais tarde Deus também levaria seu corpo para o céu", escreveu Eagar, "Na manhã de natal quando Olga acordou, ela exclamou 'Deus veio pelo corpo da prima Ella a noite?' Eu fiquei assustada com tal pergunta em uma manhã de natal, porém respondi, 'Ah, não, querida, ainda não'. Ela ficou muito desapontada e disse, 'Pensei que Ele fosse vir para mantê-la no Natal junto Dele'".

## Adolescência

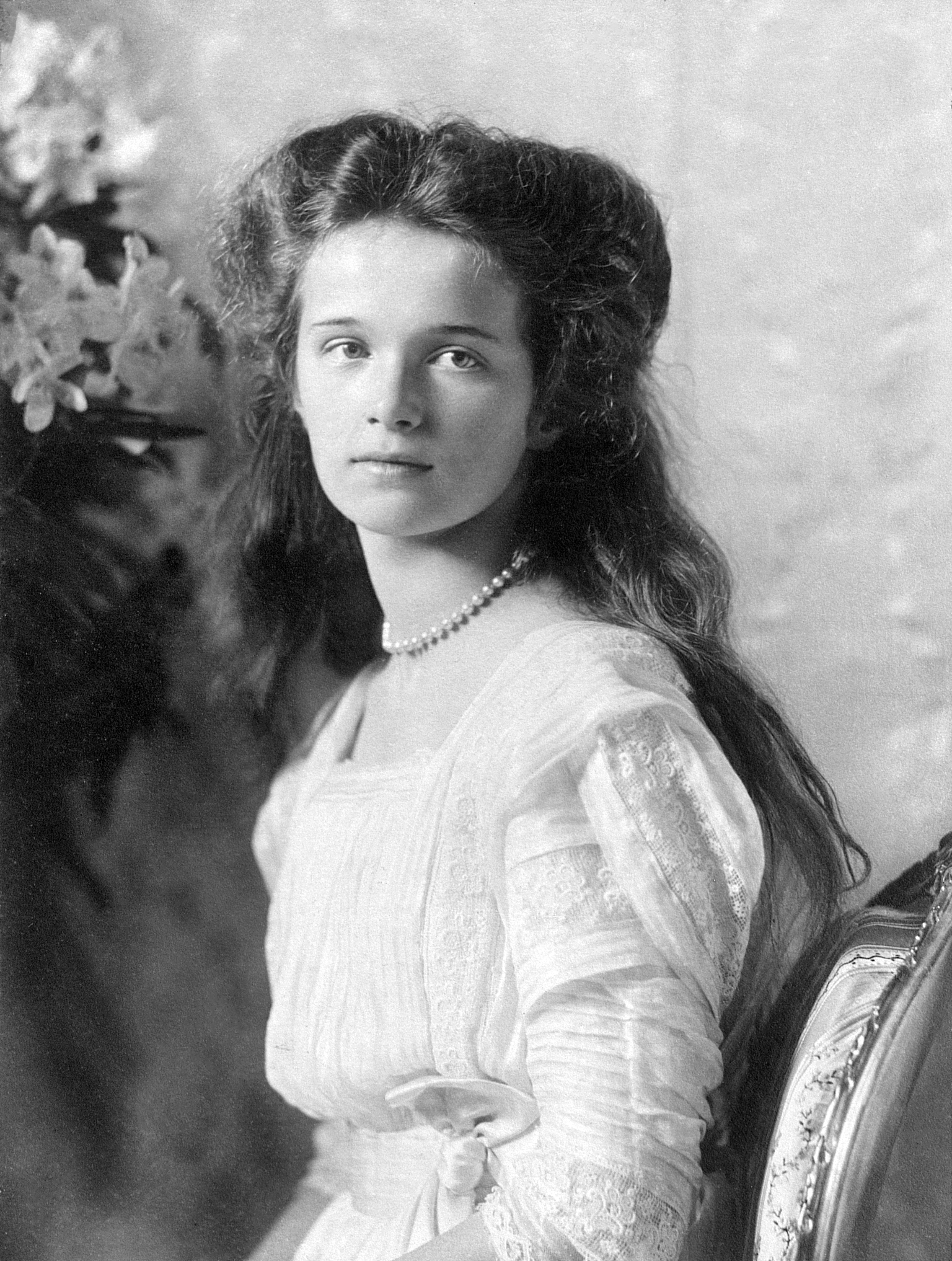
Olga em 1910

"As suas principais características [...] eram uma forte força de vontade e um singular hábito de sinceridade no pensamento e ação", escreveu Anna Vyrubova, amiga da imperatriz, que lembrava do temperamento de Olga e suas lutas para manter-se sob controle. "Qualidades admiráveis numa mulher, essas mesmas características eram ocasionalmente difíceis de lidar na infância, e Olga quando pequena às vezes mostrava-se incontrolável e desobediente". A grã-duquesa idolatrava seu pai e usava um colar com a imagem de São Nicolau. Como suas irmãs e irmãos ela gostava de jogar tênis e nadar com Nicolau durante as férias de verão, frequentemente se confidenciando com ele enquanto faziam longas caminhadas sozinhos.
Apesar de também amar sua mãe, sua relação com Alexandra era um pouco distante durante sua adolescência e início da idade adulta. "Olga é sempre a mais reticente sobre todas as propostas, embora acabe sempre por fazer aquilo que mando", escreveu a imperatriz para o imperador em 13 de março de 1916, "E quando eu sou severa, embirra comigo". Em outra carta, Alexandra reclamou da rabugice, mau humor e relutância da filha em fazer uma visita oficial a um hospital em que ela trabalhou durante a Primeira Guerra Mundial como enfermeira da Cruz Vermelha. Olga ocasionalmente achava cansativa a atitude de sua mãe. A criada Elizaveta Nikolaevna Ersberg contou a sua sobrinha que Nicolau dava mais atenção aos filhos do que a esposa, com a imperatriz frequentemente doente de enxaqueca ou brigando com os criados. Olga reclamou em 1913 com sua avó a imperatriz Maria Feodorovna sobre a invalidez da mãe: "Como de costume, o coração dela não está bem. É tudo tão desagradável". A rainha Maria da Romênia conheceu todas as grã-duquesas quando estas visitaram a Romênia em 1914, comentando em suas memórias que as meninas agiam naturalmente e confidenciavam com ela quando Alexandra não estava por perto, porém quando a mãe chegava "elas pareciam estar sempre atentas às suas expressões como se se certificassem de agir de acordo com os desejos dela".

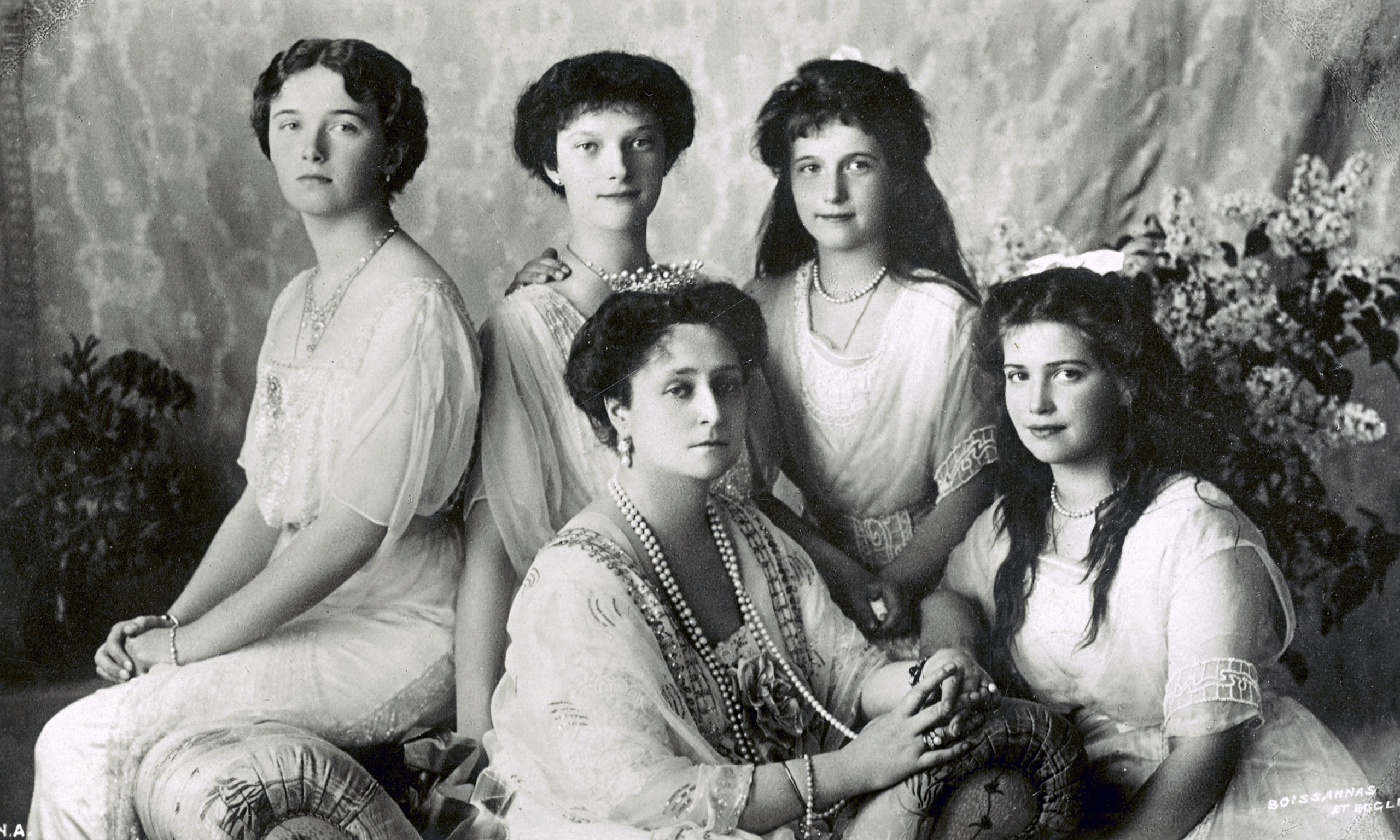
Olga, Tatiana, Anastásia, Maria e Alexandra, c. 1913

Quando adolescente, Olga muitas vezes era lembrada por sua mãe de que deveria ser um exemplo para as outras crianças e ter paciência com suas irmãs mais novas e enfermeiras. Alexandra repreendeu a filha de então treze anos em janeiro de 1909 por sua grosseria e mau comportamento. A imperatriz disse que a grã-duquesa deveria ser educada com os criados, que cuidavam bem dela e faziam seu melhor para ela, e que não deveria deixar as enfermeiras "nervosas" quando estava cansada e não se sentindo bem. Olga respondeu afirmando que tentaria ser melhor, mas que seria difícil porque a enfermeira ficava brava e implicava com ela sem motivo. Entretanto, Ersberg disse que os criados algumas vezes tinham boas razões para ficarem irritados com a filha mais velha, já que a grã-duquesa podia ser mimada, caprichosa e preguiçosa. Alexandra brigou com Olga novamente alguns dias depois, dizendo: "Você está ficando grande – não seja tão bravia e não ande por ai e mostre suas pernas, não é bonito. Eu nunca fiz isso quando tinha sua idade ou quando era menor ou até mesmo mais jovem".
A imperatriz culpou a filha três anos depois por não ter controlado o mau comportamento de seu irmão mais novo Alexei, que tinha sete anos e estava sentado do lado dela, durante um jantar de família. O czarevich estava provocando outras pessoas na mesa, recusava-se a sentar em sua cadeira, não queria comer sua comida e ficava lambendo o prato. O grão-duque Constantino Constantinovich da Rússia, primo distante da família imperial, disse que as expectativas de Alexandra não eram razoáveis e que "Olga não consegue lidar com [Alexei]". Alexander Mossolov, o oficial chanceler da corte, escreveu que a grã-duquesa então já tinha dezessete anos de idade, mas ainda "tinha os jeitos de uma melindrosa", referindo-se aos seus modos rudes e gosto para brincadeiras exuberantes.

## Relação com Rasputin

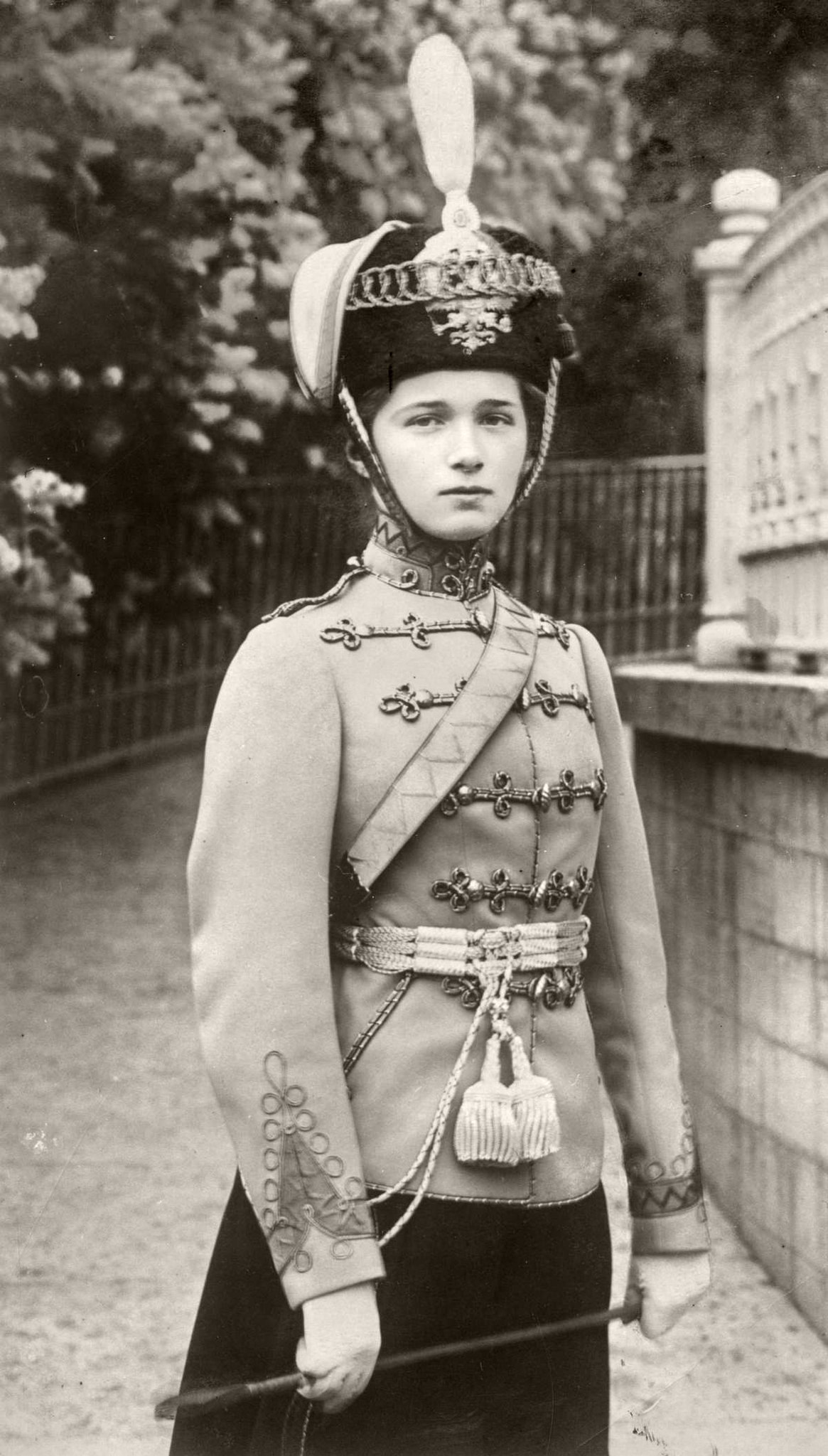
Olga de uniforme em 1911

Apesar de seu mau comportamento ocasional, Olga e toda sua família adoravam o muito esperado herdeiro Alexei, apelidado de "Bebê". O menino sofria ataques frequentes de hemofilia e quase morreu várias vezes. Olga, sua mãe e suas irmãs todas eram potencialmente transportadoras do gene da doença. Sua irmã mais nova Maria supostamente teve uma hemorragia em dezembro de 1914 durante uma operação para remover as amígdalas, de acordo com um relato posterior de sua tia paterna a grã-duquesa Olga Alexandrovna da Rússia. O médico que realizava a operação ficou tão nervoso que a imperatriz precisou ordená-lo a continuar com o procedimento. Olga Alexandrovna disse que todas as quatro meninas menstruavam muito mais do que o normal e acreditava que eram transportadoras do gene da homofilia assim como a mãe, que herdou a característica de sua avó materna a rainha Vitória. Transportadores sintomáticos, apesar de não serem propriamente hemofílicos, podiam exibir sintomas da doença incluindo um fator de coagulação do sangue menor do que o normal, algo que pode levar a grandes sangramentos de difícil estancamento.
Alexandra dependia muito dos conselhos de Grigori Rasputin, um suposto curandeiro camponês errante e místico, quem ela creditou por ter salvo a vida do frágil Alexei em várias ocasiões. Olga e suas irmãs foram ensinadas a ver Rasputin como "Nosso Amigo" e confidenciar seus segredos com ele. Olga Alexandrovna certa vez foi levada por Nicolau em 1907 para conhecer o homem no berçário das crianças. As grã-duquesas e o czarevich todos já estavam usando suas camisolas para dormir, com sua tia comentando depois que "Todas as crianças pareciam gostar dele. Todos estavam completamente relaxados com ele".
Entretanto, Sofia Ivanovna Tyutcheva, uma das governantas das meninas, ficou horrorizada em 1910 quando Rasputin recebeu permissão para entrar no berçário das grã-duquesas quando estas também já estavam de camisola e desta vez não queriam sua presença. Apesar do contato de Rasputin com os filhos do imperador serem completamente inocentes, Nicolau pediu para que ele evitasse ir ao berçário no futuro a fim de impedir novos escândalos. Alexandra posteriormente acabou demitindo Tyutcheva. A governanta acabou levando a história para outros membros da família imperial; A grã-duquesa Xenia Alexandrovna da Rússia, irmã de Nicolau, também ficou alarmada com a história e escreveu:
| “ | ... a atitude de Alix e das crianças com aquele sinistro Grigory (quem elas consideram ser quase um santo, quando na realidade ele é apenas um khlyst!). Ele está sempre lá, vai até o berçário, visita Olga e Tatiana enquanto elas estão se preparando para irem para a cama, senta lá falando com elas e acariciando elas. Elas tem cuidado de escondê-lo de Sofia Ivanovna, e as crianças nem ousam falar para ela sobre ele. é muito inacreditável e além da compreensão. | ” |

Maria Ivanovna Vishnyakova, outra governanta das grã-duquesas, inicialmente era uma devota de Rasputin, porém com o tempo ficou desiludida. Ela afirmou ter sido estuprada por ele em 1910. Alexandra recusou-se a acreditar nela e disse que tudo o que Rasputin fazia era santo. Foi dito a Olga Alexandrovna que a afirmação de Vishnyakova foi imediatamente investigada, porém "eles pegaram a jovem mulher na cama com um Cossaco da Guarda Imperial". A governanta foi demitida de seu posto em 1913.

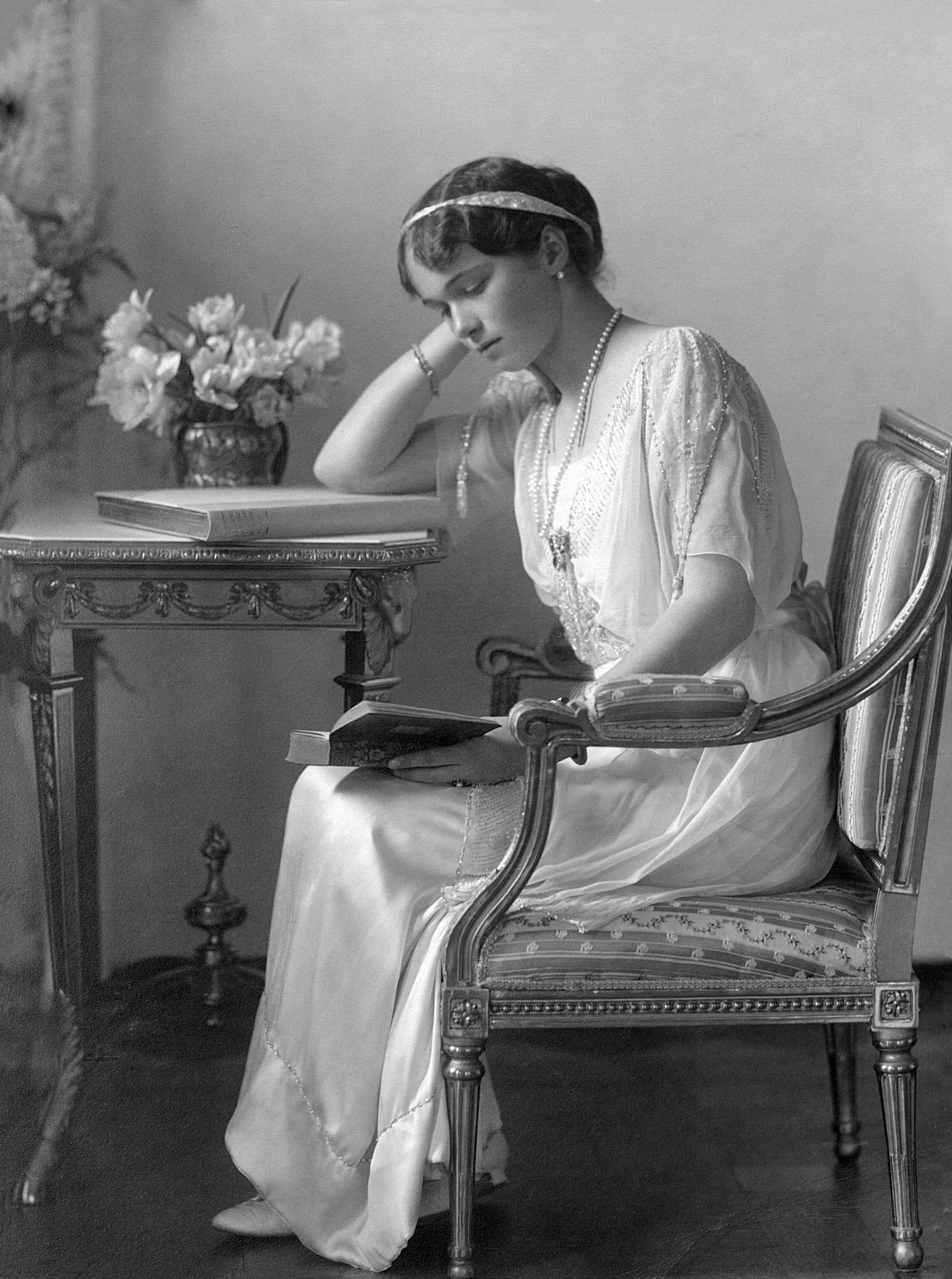
Olga em 1913

Vários rumores se espalharam pela sociedade que Rasputin tinha seduzido não apenas a imperatriz, mas também as quatro grã-duquesas. Ele havia liberado cartas fervorosas, porém de natureza completamente inocente segundo relatos, escritas para ele por Alexandra e as quatro meninas. Elas circularam pela sociedade, causando mais rumores. Caricaturas pornográficas circularam mostrando Rasputin tendo relações com a imperatriz, com as quatro filhas e com Anna Vyrubova nua ao fundo. Nicolau ordenou que ele deixasse São Petersburgo por um período, para o desgosto da esposa, com Rasputin fazendo uma peregrinação para a Palestina. A associação da família imperial com ele continuou até Rasputin ser assassinado em 17 de dezembro de 1916. Alexandra escreveu para Nicolau algumas semanas antes em 6 de dezembro que "Nosso Amigo [Rasputin] está tão contente com nossas garotas, diz que elas passaram por 'percursos' pesados para suas idades e que suas almas estão muito desenvolvidas".
Olga passou a ficar cada vez menos inclinada a ver Rasputin como um amigo enquanto crescia, ficando ciente em como a amizade dele com seus pais afetava a estabilidade da nação. Ela escreveu em seu diário um dia depois do assassinato que suspeitava que seu primo o grão-duque Demétrio Pavlovich da Rússia estava envolvido na morte do "Padre Grigory". Suas suspeitas estavam corretas, com Demétrio e o príncipe Félix Yussupov, marido de sua prima a princesa Irina Alexandrovna da Rússia, estando entre os assassinos. Foi dito que as quatro meninas pareceram ficar "frias e visivelmente muito chateadas" pela morte de Rasputin, tendo "encolhido-se juntas" no sofá de um dos quartos na noite em que receberam as notícias. Elas estavam com um clima sombrio e pareciam perceber a agitação política que estava prestes a começar. Rasputin foi enterrado com um ícone assinado por Olga, suas irmãs e mãe. Entretanto, ela foi a única que não compareceu ao funeral. Valentina Chebotareva, um enfermeira que trabalhou junto com Olga durante a guerra, escreveu que grã-duquesa comentou com ela um mês depois do assassinato que apesar de que talvez tenha sido necessário que Rasputin tivesse morrido, não deveria ter sido de maneira "tão terrível". Olga estava envergonhada que parentes seus estavam envolvidos no incidente. Após o assassinato da família real em julho de 1918, os bolcheviques descobriram que todas as mulheres estavam usando amuletos com a imagem de Rasputin ao redor de seus pescoços.
Inspirada por sua criação religiosa, Olga assumiu o controle de uma porção de sua fortuna ao completar vinte anos de idade e passou a responder independentemente a pedidos de caridade. Um dia enquanto estava andando de carruagem, ela viu uma criança pequena andando com muletas. A grã-duquesa parou e perguntou sobre a criança e descobriu que os pais dela eram muito pobres para pagar um tratamento. Olga então estabeleceu uma pensão para pagar as despesas médicas da criança. Mossolov lembra que da personalidade dela como "com uma bondade angelical" na época que ela se tornou uma jovem mulher.

## Rumores de casamento

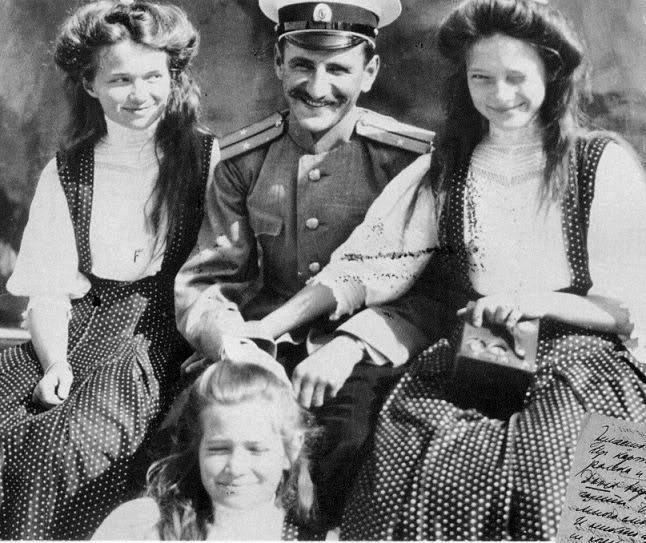
Olga, Pavel Voronov, Tatiana e Maria c. 1911

Olga tinha um cabelo loiro acastanhado e olhos bem azuis, rosto largo e um nariz arrebitado. Ela era considerada menos bonita do que suas irmãs Tatiana e Maria, porém sua aparência melhorou depois de envelhecer. "Quando criança ela era simples, aos quinze era linda", escreveu Lili Dehn, amiga de Alexandra. "Ela era um pouco mais alta do que a média, com uma tez doce, olhos azuis profundos, abundância de cabelo acastanhado claro, e bonitas mãos e pés".
Ela e suas irmãs eram cercadas por homens jovens designados para protegê-las nos palácios e no iate imperial Standard, sendo também usados para se misturarem e divertirem com elas nas férias durante os cruzeiros anuais de verão. Quando Olga tinha quinze anos, um grupo de oficiais a bordo do iate lhe deu uma foto de David de Michelangelo, cortado de um jornal, como um presente no dia de seu nome em 11 de julho de 1911. "Olga riu-se muito", escreveu sua indignada irmã de catorze anos Tatiana para Olga Alexandrovna, "E nenhum dos oficiais quer confessar que foi ele que fez. São uns porcos, não são?"
Na mesma época a adolescente Olga estava tendo flertes inocentes, com a sociedade especulando sobre seu futuro casamento. Um baile de gala foi realizado em novembro de 1911 no Palácio de Livadia para celebrar seu aniversário de dezesseis anos. Seu cabelo foi cortado e ela vestiu um vestido rosa. Nicolau e Alexandra lhe presentearam com um anel de diamante e um colar de pérolas, sendo também símbolos que ela tinha se tornado uma jovem mulher. A esposa de um general russo escreveu no verão seguinte em 7 de junho de 1912 que Olga tinha ficado noiva de seu primo Demétrio Pavlovich na noite anterior. O historiador Edvard Radzinsky especula que o noivado foi quebrado pela antipatia de Demétrio com Rasputin, sua associação com Yussupov e os rumores de que ele era bissexual. Entretanto, nenhuma outra fonte menciona um noivado oficial entre os dois.

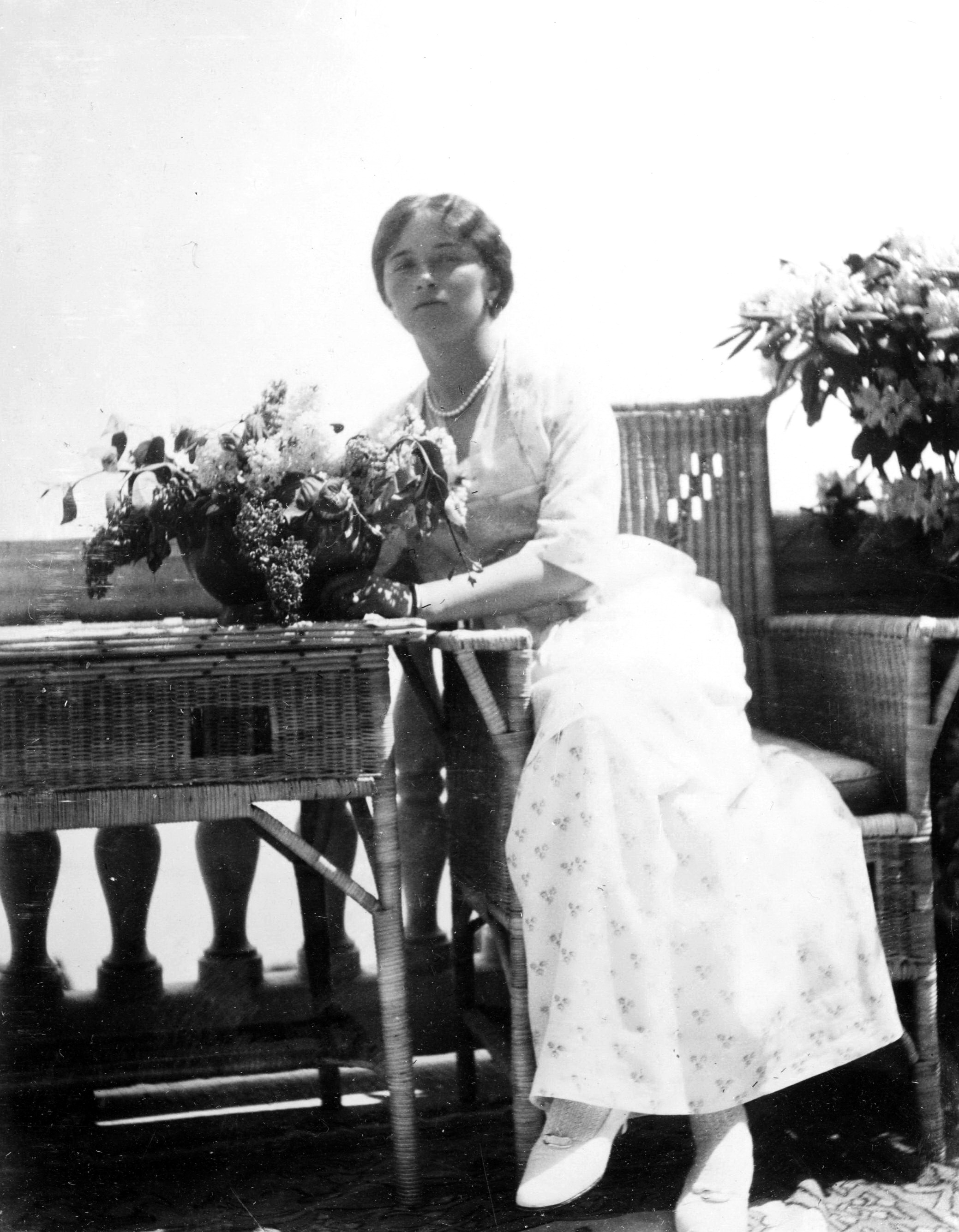
Olga em 1914

Havia discussões antes da Primeira Guerra Mundial de um casamento entre Olga e o príncipe Carlos da Romênia, porém ela não gostou dele. Durante uma visita a Romênia em 1914, a grã-duquesa teve dificuldades de encontrar assuntos para falar com o príncipe. A mãe de Carlos também não ficou impressionada com Olga, achando que seus modos eram muito bruscos e que seu rosto largo não era bonito. Nesse ínterim, especulava-se um casamento entre Olga e um primo de sua mãe, o príncipe Cristiano de Hesse-Philippsthal-Barchfeld. Tal união era fundamentada nas esperanças por parte dos alemães de aumentarem sua influência na corte russa. O Príncipe de Gales, filho mais velho do rei Jorge V do Reino Unido, e Alexandre, Príncipe Herdeiro da Sérvia, também foram discutidos como possíveis pretendentes, porém nenhum de maneira séria. Olga tinha dito a Gilliard que desejava se casar com um russo e permanecer em seu país. Ela afirmou que seus pais não a forçariam a se casar com alguém que ela não gostasse. De qualquer forma, quaisquer planos foram paralisados com o início da guerra em 1914.
Enquanto a sociedade discutia possíveis príncipes estrangeiros, Olga se apaixonou por alguns oficiais militares. Ela se apaixonou no final de 1913 por Pavel Voronov, um oficial júnior a bordo do iate Standart, porém a relação seria impossível devido a diferença de classes sociais. Ele ficou noivo alguns meses depois com uma das damas de companhia. "Que Deus lhe dê alegria, meu amado", Olga escreveu entristecida no seu diário no dia do casamento de Voronov, "É triste, agoniante".
Mais tarde, em seus diários de 1915 e 1916, Olga menciona frequentemente um homem chamado Mitya com grande carinho. De acordo com Chebotareva, Mitya era Dmitri Chakh-Bagov, um soldado ferido que ela cuidou enquanto trabalhava como enfermeira da Cruz Vermelha. Chebotareva escreveu que o amor de Olga era "puro, inocente e sem esperanças" e que ela tentou esconder seus sentimentos para as outras enfermeiras. A grã-duquesa conversava com ele frequentemente pelo telefone, ficando deprimida quando o homem deixou o hospital e depois pulando de alegria quando recebeu uma mensagem dele. Chakh-Bagov adorava Olga e falava em matar Rasputin se ela desejasse, justificando-se dizendo que era o dever de um oficial militar proteger a família imperial mesmo contra a vontade deles. Entretanto, ele supostamente mostrou para outros oficiais as cartas que Olga havia lhe escrito quando ficou bêbado. Chebotareva relatou em seu diário dos sonhos de Olga: "Se casar, viver no campo [no] inverno e verão, ver apenas pessoas boas [e] nenhum oficial".
Outro homem chamado Volodia Volkomski parece também ter sido o alvo de seus sentimentos. "[Ele] sempre tem um sorriso ou dois para ela", escreveu Alexandra para Nicolau em 16 de dezembro de 1916. Outros pretendentes de casamento para Olga de dentro da família foram sugeridos, dentre eles seu primo o grão-duque Boris Vladimirovich da Rússia. A imperatriz recusou-se a sequer pensar na ideia de sua filha se casar com o estafado e mais velho Boris: "Uma garota inexperiente sofreria terrivelmente, ter uma marido de quarta, quinta mão ou mais". Ela também sabia que o coração de Olga estava em outro lugar.

## Primeira Guerra Mundial

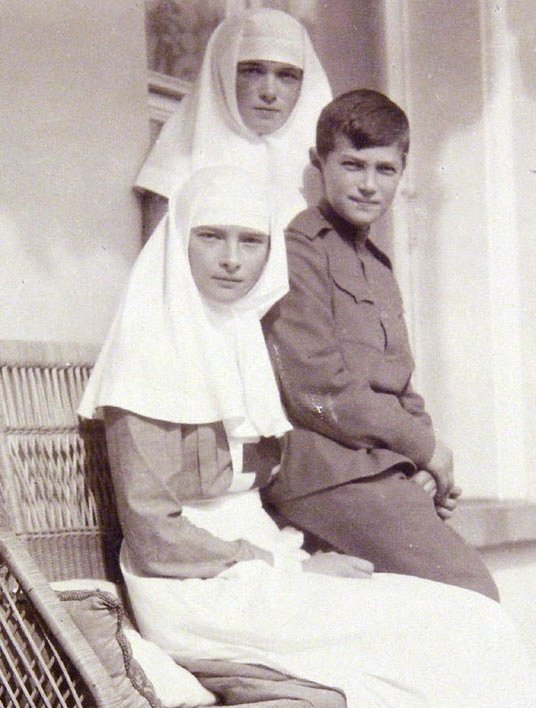
Tatiana, Olga e Alexei c. 1915

Olga teve sua primeira experiência com violência em 18 de setembro de 1911 aos quinze anos de idade, quando ela testemunhou o assassinato do primeiro-ministro Piotr Stolypin durante uma apresentação de ópera em Kiev. "Olga e Tatiana me seguiram de volta para o camarote  e viram tudo o que aconteceu", escreveu Nicolau para sua mãe a imperatriz Maria Feodorovna, "... teve um grande impacto em Tatiana, que chorou muito, e as duas dormiram mal".
Olga desdenhava Yussupov, marido de sua prima Irina e um dos homens que se envolveria mais tarde na morte de Rasputin. Ele tinha se aproveitado de uma lei que permitia que homens filhos únicos evitassem o serviço militar. Yussupov vestia trajes civis em uma época onde muitos dos homens Romanov estavam usando uniformes e Olga e outras mulheres cuidavam de soldados feridos. "Félix é um 'completo civil', vestido todo de marrom, andando para lá e para cá pelo quarto, olhando em algumas estantes de livros com revistas, virtualmente fazendo nada; uma impressão totalmente desagradável ele faz – um homem inativo em tais tempos", escreveu a grã-duquesa para seu pai em 5 de março de 1915 depois de visitar os Yussupov.
Ela também era muito patriota. Ao discutir em julho de 1915 o casamento de um conhecido com amigas enfermeiras, Olga disse que compreendia o motivo de ter sido mantido em segredo o fato de que a avó do noivo era germânica. "É claro que ele tem que esconder", ela exclamou, "Eu o compreendo bem, talvez ela seja uma verdadeira sanguinária germânica". Segundo Chebotareva, seus comentários descuidados magoaram Alexandra, que era germânica de nascimento.

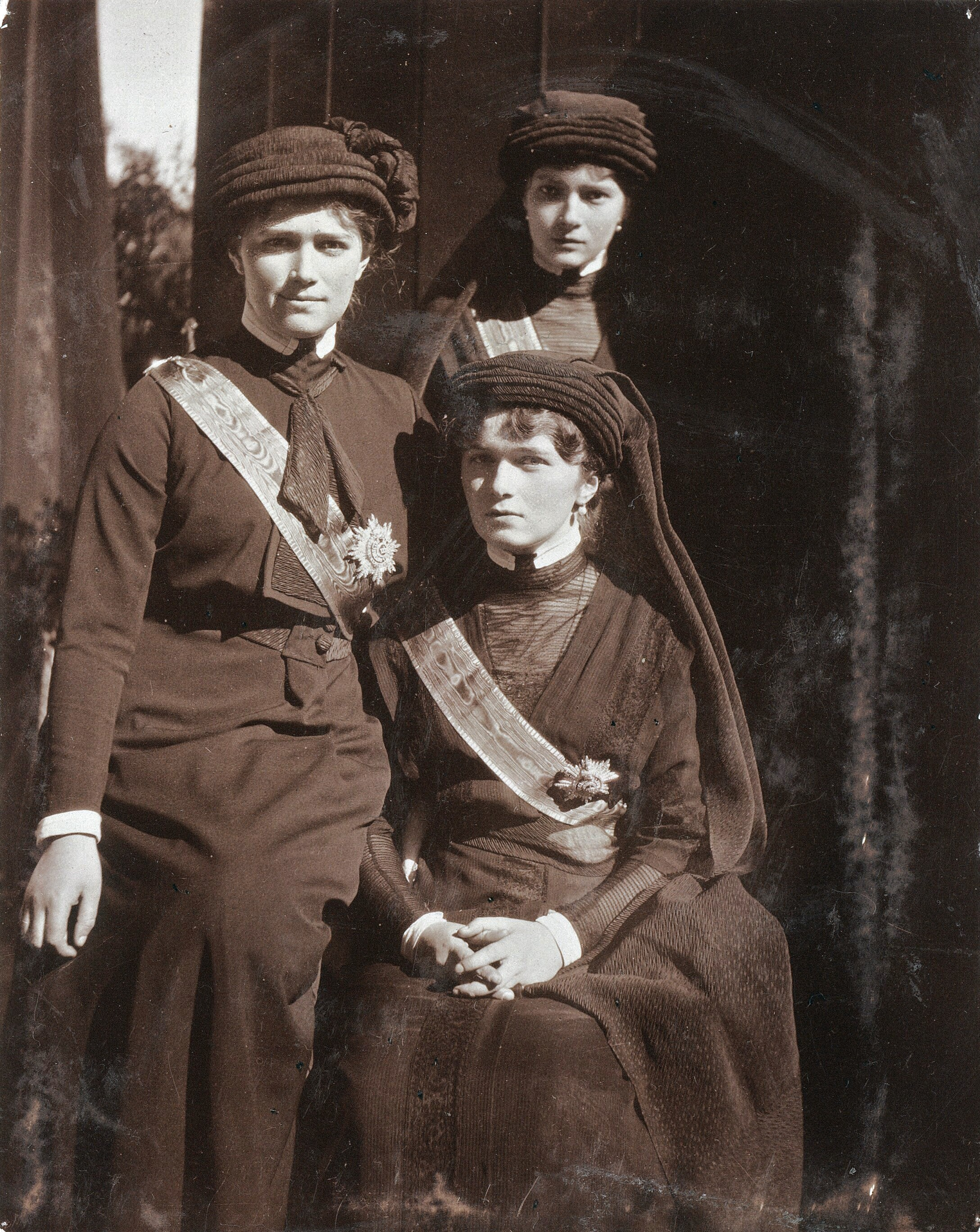
Maria, Olga e Tatiana c. 1916

Trabalhar com enfermagem na guerra expôs Olga e Tatiana a novas experiências. As garotas gostavam de conversar com as outras enfermeiras no hospital, mulheres que jamais teriam conhecido se não fosse a guerra, sabendo dos nomes de seus filhos e histórias de família. Uma vez, quando uma das damas de companhia que normalmente buscava as duas no hospital não pôde ir e enviou uma carruagem sem acompanhante, as grã-duquesas decidiram ir fazer compras em seu tempo livre. Elas mandaram o cocheiro parar no distrito comercial e entraram em uma loja onde não foram reconhecidas devido o uniforme de enfermeira, porém descobriram que não sabiam como comprar porque nunca usaram dinheiro na vida. No dia seguinte elas perguntaram a Chebotareva como se fazia para comprar algum item em uma loja. Outras histórias contam que Olga e Tatiana usavam o salário que recebiam todo mês para comprar coisas como perfumes e blocos de nota.
Olga preocupava-se e tinha pena dos soldados que ajudava a tratar. Entretanto, o estresse de cuidar dos homens feridos e agonizantes com o tempo teve seus efeitos nos nervos sensíveis da grã-duquesa. Sua irmã Maria relatou em uma carta que Olga quebrou três painéis de uma janela de "capricho" com um guarda-chuva. Ela recebeu injeções de arsênio em outubro, na época um tratamento para depressão e distúrbios nervosos. A baronesa Sophie Buxhoeveden, uma das damas de companhia da imperatriz, lembra que a grã-duquesa teve que desistir de ser enfermeira e passar a apenas supervisionar as alas do hospital porque tinha ficado "exausta de si mesma" e "nervosa e anêmica" por toda a pressão que estavam passando.
De acordo com os relatos de alguns criados, Olga sabia do estado político e financeiro da Rússia durante a guerra e revolução. Ela também supostamente estava ciente de que boa parte do povo russo não gostava de seus pais. "Ela era uma pensadora por natureza", comentou Gleb Botkin, filho do médico imperial Yevgeny Botkin, "e como mais tarde pareceu para mim, compreendia a situação geral melhor do que qualquer outro membro de sua família, incluindo até seus pais. Pelo menos eu tive a impressão que ela tinha poucas ilusões sobre o que o futuro guardava para eles, e em consequência ela frequentemente estava triste ou preocupada".

## Aprisionamento

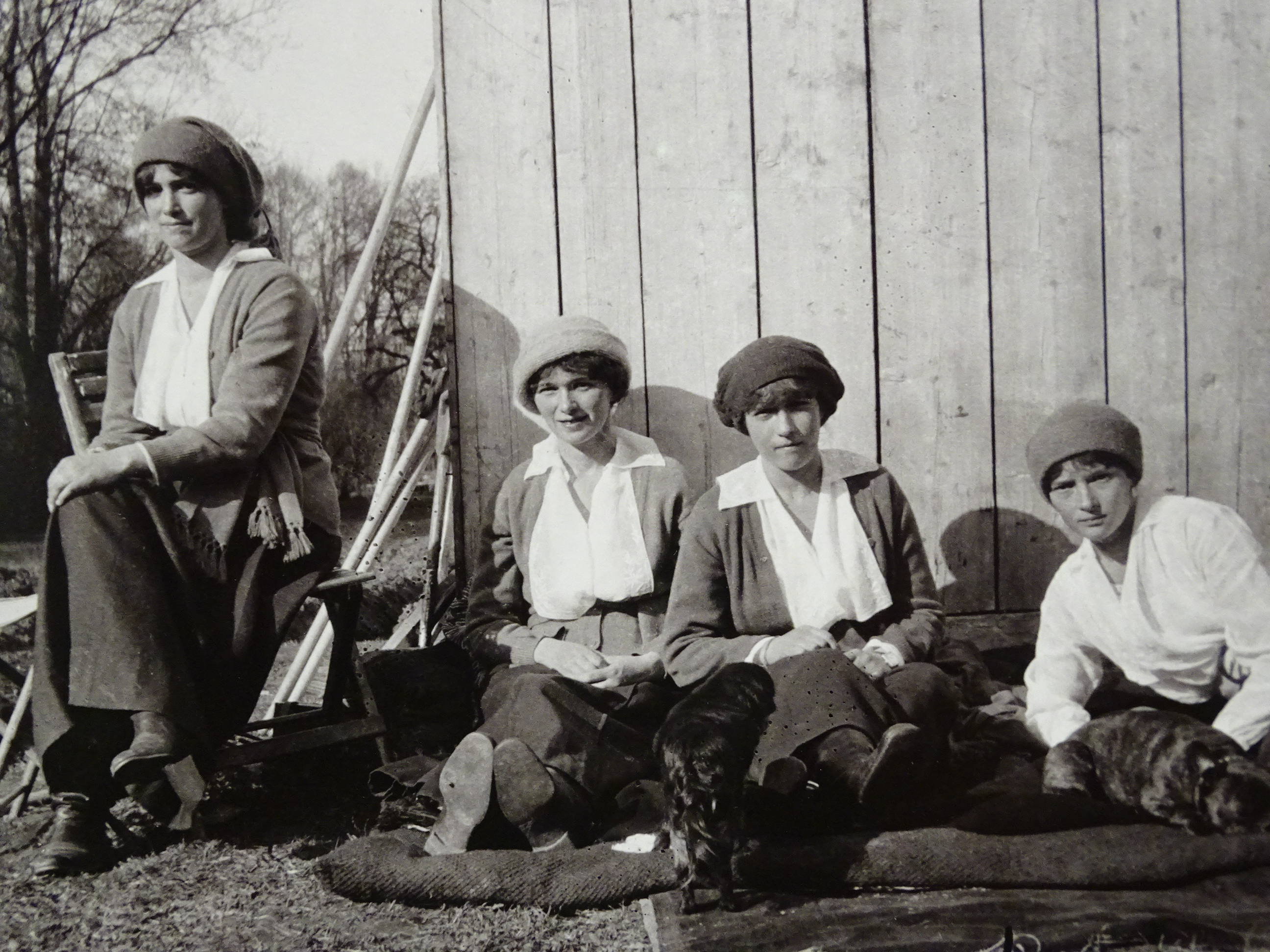
Maria, Olga, Anastásia e Tatiana durante seu aprisionamento em Tsarskoe Selo, 1917

A família imperial foi presa durante a Revolução Russa e Nicolau foi forçado a abdicar do trono em março de 1917. Eles foram aprisionados primeiro em Tsarskoye Selo e depois em Tobolsk e Ecaterimburgo. "Querida, você deve saber o quão terrível tudo é", escreveu Olga em Tobolsk para uma amiga. A grã-duquesa se confortava com sua fé e a proximidade com a família. Ela escreveu um poema para sua "amada mama", com quem às vezes teve um relacionamento difícil, em abril de 1917 enquanto estavam aprisionados em Tsarskoe Selo: "Você está cheia de angústia pelo sofrimento de outros. E a dor de ninguém jamais passou direto por você. Você é implacável, apenas consigo mesma, sempre fria e impiedosa. Mas se apenas você pudesse olhar para sua própria tristeza a partir de uma distância, apenas uma vez com uma alma amorosa – Oh, como teria pena de você mesma, quão tristemente você choraria". Em outra carta de Tobolsk, Olga escreveu que "Papai pede para ... lembrar que a maldade que está agora no mundo ficará ainda mais poderosa, e que não é o mau que conquista o mau, apenas o amor..."
Um outro poema escrito em um de seus cadernos pede paciência e habilidade de perdoar os inimigos: "Dai-nos a força, ó Senhor da justiça para perdoar-nos o mal dos nossos irmãos e para carregar a Cruz tão pesada e sangrenta, com a tua humildade. [...] Mestre do mundo, Deus e do Universo, abençoa-nos com rezas e dá às nossas almas o humilde descanso nesta hora horrível e insuportável. No limiar da nossa sepultura, respira para os lábios dos teus humildes escravos força maior do que a força humana – para rezar pelos nossos inimigos.
A família foi brevemente separada em abril de 1918 quando os bolcheviques transferiram Nicolau, Alexandra e Maria para Ecaterimburgo. Olga, Tatiana, Anastásia e Alexei permaneceram para trás porque o czarevich estava sofrendo de outro ataque de hemofilia. A imperatriz escolheu Maria para acompanhá-la pois os "espíritos de Olga estão muito baixos" e Tatiana, sendo a mais equilibrada de todas, era necessária para cuidar do irmão. Algum tempo depois elas receberam uma carta da mãe lhes avisando para costurarem suas joias nas próprias roupas para tentar escondê-las dos bolcheviques, já que ela, Nicolau e Maria foram agressivamente revistados ao chegarem em Ecaterimburgo e tiveram seus pertences confiscados.

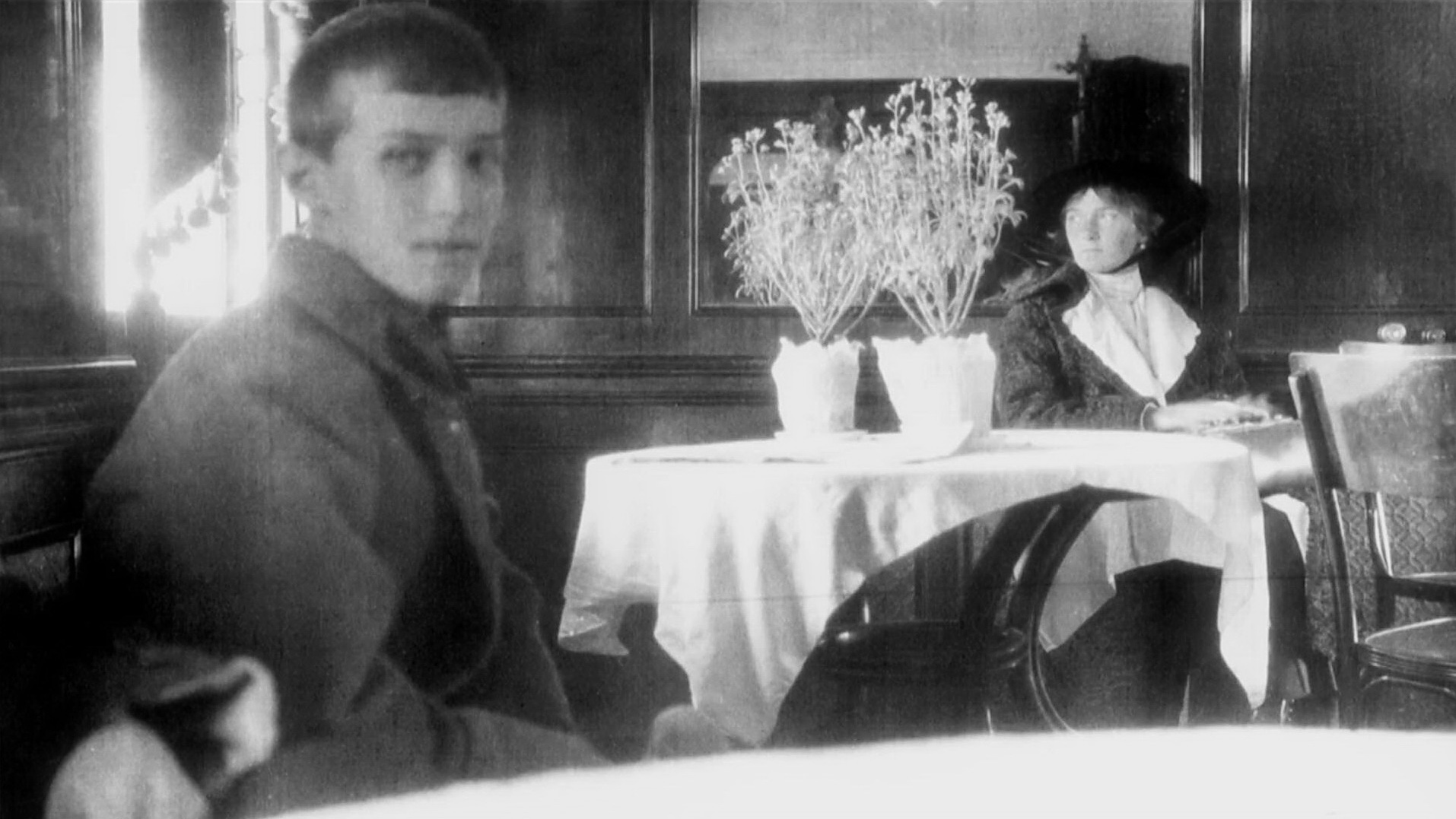
Alexei e Olga a bordo do Rus em seu caminho para Ecaterimburgo, maio de 1918. Esta é a última fotografia dos dois

As crianças e servos restantes embarcaram no navio Rus em maio de 1918 para levá-los de Tobolsk até Ecaterimburgo. Olga ficou angustiada na embarcação quando viu um dos guardas escorregar de uma escada e machucar seu pé. Ela correu em direção do homem e explicou que tinha trabalhado de enfermeira e queria olhar o pé ferido, porém ele recusou ajuda. Durante toda aquela tarde a grã-duquesa se preocupou com o guarda, quem ela chamou de "meu pobre companheiro".
A família imperial foi colocada para viver na Casa Ipatiev. Olga e suas irmãs eventualmente precisaram lavar suas próprias roupas e aprender como fazer pão. As grã-duquesas se revezavam para fazer companhia à imperatriz e cuidar do czarevich, que ainda estava de cama sofrendo dores por seu ferimento mais recente. Foi dito que durante seus últimos meses de vida, Olga estava bem deprimida e tinha perdido muito peso. "Ela estava magra, pálida e tinha um ar doente", escreveu posteriormente o guarda Alexander Strekotin, "Deu poucos passeios pelo jardim e passou a maior parte do tempo com o irmão". Outro guarda lembra que ela ficava "fitando tristemente ao longe, deixando fácil ler suas emoções" das poucas vezes que chegou a sair para caminhar. Mais tarde, Olga ficou brava com Maria por ela ser muito amigável com os guardas.
Padres locais de Ecaterimburgo realizaram em 14 de julho de 1918 um serviço particular para a família imperial e foi relatado que todos eles se ajoelharam durante as orações pelos mortos, algo fora do costume. Olga e suas irmãs pareciam estar de humor melhor no dia seguinte, fazendo brincadeiras umas com as outras e empurrando suas camas para o lado a fim de liberar espaço para as faxineiras limparem o chão. Elas também se ajoelharam e ajudaram as empregadas em seu trabalho, sussurrando que não havia problemas já que os guardas não estavam olhando. As quatro grã-duquesas estavam usando saias longas pretas e blusas brancas de seda, as mesmas roupas que tinham usado no dia anterior. Seus cabelos curtos estavam "caídos e bagunçados". As irmãs contaram às faxineiras o quanto gostavam do esforço físico e desejaram que houvesse mais atividades para elas dentro da Casa Ipatiev.

## Morte
Na noite de 15 de julho enquanto a família jantava, o chefe do destacamento local do exército Iakov Iourovski veio e anunciou que Leonid Sednev, o amigo de catorze anos de Alexei, deveria recolher suas coisas e ficar com algum familiar. O garoto acabou enviado para um hotel do outro lado da rua da Casa Ipatiev pois os guardas bolcheviques não queriam matá-lo junto com os Romanov. A família imperial ficou triste e desconcertada pela partida e ausência de Sednev. Tatiana e o dr. Eugene Botkin foram mais tarde até o escritório de Lourovski pedir pela volta do menino já que ele conseguia manter o czarevich alegre durante as longas horas no cativeiro. O oficial tentou acalmá-los dizendo que Sednev voltaria para sua companhia em breve, porém a família não ficou convencida.
A família foi acordada na noite de 16 de julho e receberam instruções de seguirem para o porão da casa porque havia agitações na cidade e assim todos precisavam ficar em segurança. Os sete saíram de seus quartos carregando travesseiros, malas e outros itens para que Alexandra e Alexei ficassem confortáveis. No caminho eles pararam em frente de uma ursa empalhada e se benzeram. Ao chegar no porão junto com seus criados, Nicolau disse a todos que "Bem, nós vamos sair deste lugar". Eles fizeram perguntas aos guardas sobre o que estava acontecendo, porém aparentemente não suspeitaram que estavam para serem assassinados. Lourovski instruiu que a família e os criados ficassem um pouco afastados uns dos outros em diferentes posições. A imperatriz reclamou da falta de cadeiras para ela e o czarevich, por fim encontrando um lugar para sentar ao lado do filho. O imperador ficou atrás de Alexei, com o dr. Botkin na sua direita, enquanto Olga e suas irmãs ficaram atrás de Alexandra junto com os criados. Todos ficaram no porão por aproximadamente meia hora enquanto os preparativos finais eram realizados pelos guardas. Eles pouco falaram durante esse período, porém a imperatriz sussurrou em inglês para as filhas, violando a regra de apenas falar em russo. Lourovski chegou algum tempo depois, ordenou que todos ficassem de pé e leu sua sentença de morte. Olga e Alexandra tentaram fazer o sinal da cruz enquanto o resto da família e criados apenas conseguiram pronunciar sons incoerentes de choque e protesto antes do esquadrão de execução abrir fogo. Eram as primeiras horas do dia 17 de julho de 1918.
Olga foi forçada a assistir à morte da sua adorada irmã Tatiana (que se encontrava ao seu lado) antes de ela própria ser morta com o resto da família, na noite de 17 de Julho de 1918. Já depois da sua morte, o seu antigo tutor, Pierre Gilliard, descobriu uma oração escrita por ela dentro de um livro que ele tinha conseguido resgatar da "Casa Para Fins Especiais":
Olga Nikolaevna foi assassinada com 22 anos de idade. Encontra-se sepultada na Fortaleza de Pedro e Paulo, São Petersburgo na Rússia.

## Canonização
Em 2000, Olga e sua família foram canonizados como Portadores da Paixão pela Igreja Ortodoxa Russa. A família foi anteriormente canonizada em 1981 pela Igreja Ortodoxa Russa no estrangeiro como Neomártires. Os corpos do czar Nicolau II, da czarina Alexandra e de três filhas foram finalmente enterrados na Catedral de São Pedro e Paulo em São Petersburgo em 17 de julho de 1998, oitenta anos após seu assassinato.